# Ricerca perdite
In idraulica la ricerca perdite è l'insieme delle tecniche utilizzate per l'individuazione delle perdite idriche non visibili in una condotta in pressione.

## Definizione del problema
Il problema del risparmio della risorsa idrica, nel tempo, è diventato sempre più pressante a causa della scarsità della risorsa e della necessità di preservare l'ambiente da un uso non sostenibile dell'acqua. Le reti di distribuzione idrica, che anche in cittadine di modeste dimensioni si estendono per lunghezze di decine di chilometri, sono, nella maggioranza dei casi, poste nel sottosuolo e pertanto non è possibile individuare con una semplice ispezione dall'esterno la presenza di perdite se tali perdite non producono la fuoriuscita visibile di acqua.
D'altro canto, le condizioni locali del sistema idrico, la conformazione geometrica e le relazioni spaziali tra i sistemi intersecantisi, nonché l'infiltrazione attraverso il sottosuolo, possono in molto casi produrre la fuoriuscita percepibile dell'acqua in punti distanti da quello nel quale si è prodotta realmente la perdita.
Di qui la necessità di adottare tecniche che permettano di localizzare il punto esatto in cui si è prodotta la perdita idrica originale al fine di consentire una riparazione puntuale della condotta.

## Tecniche adottate
Le tecniche adottate sono nella maggioranza dei casi di natura elettroacustica, ossia, con particolari strumenti elettronici captano il rumore prodotto dalla perdita per consentirne l'esatta localizzazione. Tra tale tipologia di strumenti si ricordano i geofoni, i correlatori e i noise logger. Un'altra tecnica talvolta adottata è quella del gas tracciante.
In molti casi l'utilizzo di tale strumentazione è associata a tecniche di distrettualizzazione della rete idrica e di misure idrauliche per individuare le zone più dispersive della rete.